# 1926 au cinéma
| Années du cinéma : 1923 - 1924 - 1925 - 1926 - 1927 - 1928 - 1929    |
| Décennies du cinéma : 1890 - 1900 - 1910 - 1920 - 1930 - 1940 - 1950 |

Cet article présente les faits marquants de l'année 1926 au cinéma.

## Événements
- 25 janvier : À Berlin, inauguration du cinéma Gloria-Palast (en) avec la projection de Tartuffe de Friedrich Wilhelm Murnau.
- 1er mars : Le Jardin du plaisir est le premier film d'Alfred Hitchcock.
- 6 août : Projection à New York du premier film synchronisé (Don Juan) avec une musique préenregistrée selon le procédé Vitaphone de Harry et Jack Warner.

- 18 novembre : Le ministre de l'Intérieur interdit le film soviétique le Cuirassé Potemkine de Sergueï Eisenstein, la censure le considère comme une propagande révolutionnaire.

- Les frères Harry Warner et Jack Warner font des essais d'amélioration de la technique de film synchronisé avec un disque.
- Le décès de Rudolph Valentino qui disparaît à trente ans, à la suite d'une péritonite, laisse ses admiratrices désespérées.
- Le cinéma fait son entrée de façon officielle à l'école par la création de la Fondation de la cinémathèque scolaire de la ville de Paris et la parution d'ouvrages comme Cinéma scolaire et éducatif par Eugène Reboul et Le Cinématographe et l’enseignement par Georges-Michel Coissac.

## Principaux films de l’année
- 7 janvier aux États-Unis, la Paramount présente Moana de Robert Flaherty.
- 10 janvier au Semperoper de Dresde, présentation du film muet noir et blanc Le Chevalier à la rose du réalisateur allemand Robert Wiene, adaptation de l’opéra de Richard Strauss. L'orchestre fut conduit ce soir-là par Richard Strauss en personne dont la partition fut retravaillée par lui pour les besoins du film.
- 8 mars, sortie aux États-Unis d'un des films les plus célèbres de Douglas Fairbanks, Le Pirate noir.
- 24 mars à Berlin Les Mystères d'une âme, film psychanalytique de Georg Wilhelm Pabst
- 8 juin : Plein les bottes de Frank Capra et Harry Edwards avec Harry Langdon et Joan Crawford.
- 16 juillet, New York : Le Fils du cheik de George Fitzmaurice avec Rudolph Valentino.
- 3 septembre : Projection des Aventures du prince Ahmed, de Lotte Reiniger, au Gloria-Palast à Berlin. C'est le plus ancien long-métrage de film d'animation conservé.
- 14 octobre, États-Unis : La Conquête de Barbara Worth (The Winning of Barbara Worth), de Henry King avec Gary Cooper.
- 12 novembre : Projection du film Le Cuirassé Potemkine à Paris.
- 25 décembre, Los Angeles : La Chair et le Diable de Clarence Brown avec Greta Garbo et John Gilbert.

- Les Moineaux (Sparrows) réalisé par William Beaudine avec Mary Pickford.
- Nana, adaptation du roman d'Émile Zola par Jean Renoir avec Catherine Hessling.
- L'Homme à l'Hispano de Julien Duvivier.

## Principales naissances
- 21 janvier : Hercs Franks, réalisateur et scénariste letton et israélien († 3 mars 2013)
- 24 janvier : Georges Lautner, cinéaste français († 22 novembre 2013).
- 25 janvier : Youssef Chahine, cinéaste égyptien († 27 juillet 2008).
- 11 février : Leslie Nielsen, acteur américain. († 28 novembre 2010).
- 6 mars : Andrzej Wajda, cinéaste polonais († 9 octobre 2016).
- 12 mars : Gudrun Ure, actrice écossaise († mai 2024).
- 16 mars : Jerry Lewis (Joseph Levitch), acteur comique et réalisateur américain († 20 août 2017).
- 10 mai : Vladimir Tatossov, acteur soviétique († 24 décembre 2021).
- 25 mai : Claude Akins, acteur américain († 27 janvier 1994).
- 29 mai : Charles Denner, acteur français († 10 septembre 1995).
- 1er juin : Marilyn Monroe (Norma Jean Baker Mortenson, dite), actrice américaine († 5 août 1962)
- 28 juin : Mel Brooks, acteur et réalisateur américain.
- 14 juillet : Harry Dean Stanton, acteur américain (mort 15 septembre 2017)
- 17 août : Jean Poiret, acteur, réalisateur, auteur, metteur en scène et cinéaste français († 14 mars 1992)
- 15 septembre : Shohei Imamura, cinéaste japonais († 30 mai 2006).
- 26 septembre : André Cellier, acteur français (†  21 janvier 1997).
- 9 octobre : Danièle Delorme (Danièle Girard, dite), comédienne française († 17 octobre 2015).
- 18 octobre : Klaus Kinski, acteur allemand († 23 novembre 1991).
- 31 octobre : Daniel Christoff, scénariste allemand. († 24 mai 1996).

## Principaux décès
- 23 août : Rudolph Valentino, acteur américain (° 6 mai 1895).